# اوربان بیهیویر
اوربان بیهیویر (انگلیسی: Urban Behavior) شرکت پوشاک کانادایی است، که در سال ۱۹۸۹ تأسیس شد.